# Viviane Audet
Pour les articles homonymes, voir Audet.
Viviane Audet est une actrice, auteure-compositrice-interprète et pianiste québécoise née à Maria en Gaspésie le 10 novembre 1981.

## Biographie

### Formation
De 1990 à 1999, la jeune artiste suit des cours de piano classique.
En plus du piano, Viviane joue de la guitare. Elle a d’ailleurs suivi des cours de guitare de 1997 à 2002.
Elle recevra de Jean Beaudet des cours de piano-jazz pendant 3 ans de 2000 à 2003.
En 2003, elle obtient son diplôme de l’École supérieure de Théâtre-musical de Montréal.

### Musique à l'image
Elle débute la composition de musique à l’image en 2012. Certaines de ses œuvres ont récolté des prix, dont le Jutra de la Meilleure musique originale de film 2013 (Camion), le Gémeaux pour la Meilleure musique originale de film 2019 (50-50) ainsi que le prix Best Sound & Music au Experimental, Dance and Music Film Festival de Toronto en 2022 (Prendre le Nord).

### Carrière solo
C’est en 2006 que Viviane Audet sort son premier album solo Le long jeu sorti sur Voxtone Records.
Elle fonde en 2013 son étiquette de disques Angelica Bye Bye sur laquelle sortira ses albums de chansons, piano instrumental et musique de films.
Son deuxième album Le couloir des ouragans sort en 2014. Il est réalisé par Philippe Brault. Sylvain Cormier du journal Le Devoir mentionne que c’est un disque franchement bouleversant, chavirant de proximité.
C’est en novembre 2020 que Viviane sort son tout premier album solo de musique instrumentale, Les filles montagnes, en hommage aux victimes de la tuerie de l'École polytechnique de Montréal. L’album a obtenu une nomination au Gala de l’ADISQ en 2021 dans la catégorie Meilleur album instrumental. Anne-Josée Cameron de Radio-Canada mentionne que c’est un disque magnifique.
Avec son mari Robin-Joël Cool (en), les deux forment le groupe folk Mentana en 2009.
2023, sortie de son 3e album de chansons; Les nuits avancent comme des camions blindés sur les filles. Le journal La Presse lui a attribué la note de 8/10 tandis que le Journal de Montréal parle d’un album à la fois libre et engagé. 
Le 31 janvier 2025, elle sort un deuxième album instrumental intitulé Le piano et le torrent. Celui-ci se rattache au courant musical néoclassique et est l’aboutissement d'environ 4 ans de travail. Ce dernier reflète les émois de grands chamboulements dans la vie de Viviane. Il a notamment été influencé par les origines gaspésiennes de l'autrice et par son sentiment d’appartenance à sa ville natale, Maria.

## Polytechnique
En 2019, l’année qui marque les 30 ans du massacre, le documentaire Polytechnique – Ce qu’il reste du 6 décembre voit le jour. La musique est confiée à Viviane Audet.
Inspirée par son travail sur le documentaire, la compositrice rendra hommage une fois de plus à ces femmes avec son album Les filles montagnes sorti le 27 novembre 2020. Un projet pour lequel elle a demandé la permission au Comité mémoire du 6 décembre par souci de transparence. Le comité lui donna non seulement leur appui, mais a suggéré de sortir l’album juste avant la date symbolique.
L’album a obtenu une nomination au Gala de l’ADISQ en 2021 dans la catégorie Meilleur album instrumental.
À la suite de cette sortie, l’auteure-compositrice-interprète se dit victime d’insultes misogynes à cause des propos féministes de la chanson.

## Filmographie
- 2005 : L'Héritière de Grande Ourse (série TV) : Sarah Von Trieck
- 2007 : Le Cèdre penché : Candide
- 2007 : Nos étés (série TV) : Laure-Lou Meunier (17 à 30 ans)
- 2008 : Belle-Baie (série TV) : Juliette Paulin
- 2008 : Le Déserteur : Berthe Néron
- 2010 : Le Poil de la bête de Philippe Gagnon : Marie
- 2011 : Frisson des collines : Carmelle
- 2012 : Camion de Rafaël Ouellet : Jenny

## Discographie

### Musique de films, téléséries et documentaires
2017 : Sur la lune de nickel (A Moon of Nickel and Ice), film documentaire

## Nominations et prix
- 2018: Nomination au Prix Écrans Canadiens de Musique originale du film Les Rois mongols avec Robin-Joël Cool (en) et Alexis Martin (en)[10].
- 2019 : Nomination au Prix Gémeaux Meilleure musique originale documentaire pour 50/50 : Le documentaire (Les Productions sur le toit) avec Robin-Joël Cool et Alexis Martin[11].
- 2020: Nomination au Prix Gémeaux Meilleure musique originale documentaire pour Polytechnique : Ce qu’il reste du 6 décembre[12].
- 2020: Nomination au Gala de L'ADISQ dans la catégorie Album instrumental de l'année pour la bande originale de la série Conséquences[13].
- 2021: Nomination au Prix Gémeaux Meilleure musique originale : Documentaire pour Lafortune en papier avec Robin-Joël Cool et Alexis Martin[14].
- 2023: Nomination au Gala Québec Cinéma Meilleure musique originale : Long métrage Arsenault et Fils avec Robin-Joël Cool et Alexis Martin[15].
- 2024: Nomination au Prix Gémeaux Meilleure musique originale pour la télésérie Le monde de Gabrielle Roy, saison 2[16].
- 2024: Nomination au Gala de L'ADISQ dans la catégorie Album contemporain de l'année pour Les nuits avancent comme des camions blindés sur les filles[17]